# Cyaneidae
Cyaneidae é uma família de medusas da ordem Semaeostomeae.

## Géneros
- Cyanea Péron & Lesueur, 1809
- Desmonema Agassiz, 1862
- Drymonema Haeckel, 1880